# Pfaffnau
Pfaffnau est une commune suisse du canton de Lucerne, située dans l'arrondissement électoral de Willisau.

Vue aérienne (1953)

## Monuments

### Pfaffnau
- L'église "St. Vinzenz-Kirche"
- La chapelle des morts "Totenkapelle"

### St. Urban
- Le monastère (actif de 1194-1848)
- L'église du monastère
- Les stalles à St. Urban, canton de Lucerne, Suisse

## Hôpitaux
- L'hôpital psychiatrique de St. Urban dans les bâtiments du monastère

## Transport
- Sur la ligne ferroviaire Langenthal - St. Urban.
- Ligne ferroviaire Lucerne - Olten, gare de Reiden et ensuite bus.

- Autoroute A2, sortie 18 (Reiden) à 5 km de Pfaffnau et 11 km de St. Urban.